# Steatoda perakensis
Steatoda perakensis là một loài nhện trong họ Theridiidae.
Loài này thuộc chi Steatoda. Steatoda perakensis được Eugène Simon miêu tả năm 1901.